# Band-Skyphos

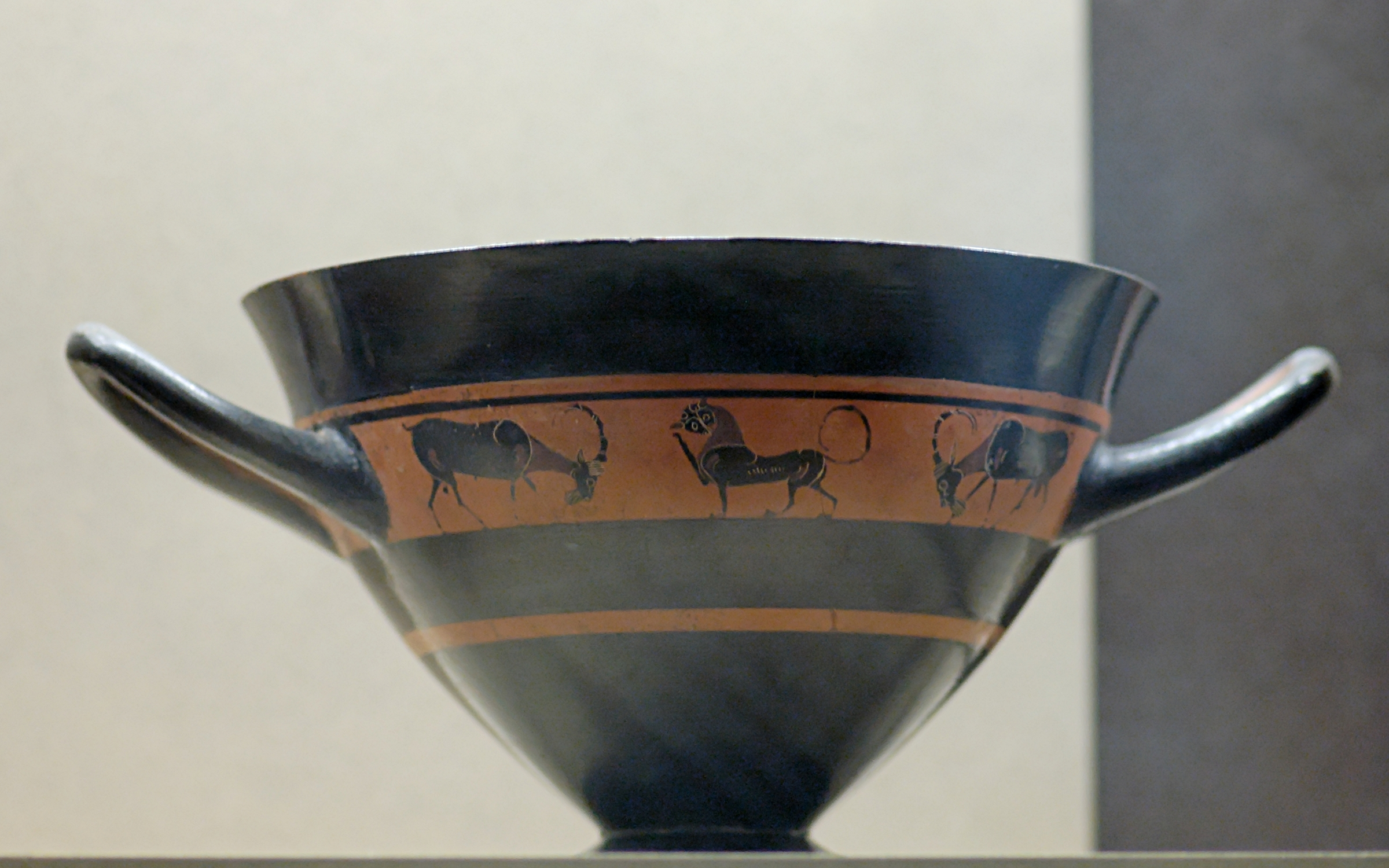
Hermogenischer Skyphos der Gruppe von Rhodos 11941, um 550 v. Chr., Louvre

Band-Skyphoi (Einzahl: Band-Skyphos) sind eine Mischform der normalen Skyphoi und Bandschale. Hierbei wird die Form der Skyphoi mit der Dekorationsform der Bandschalen verbunden.
In der äußeren Form sind die Band-Skyphoi etwas gedrungener als die Skyphoi der Komasten-Gruppe. Ihre Lippen sind wie bei Bandschalen konkav. Die Arbeiten sind qualitativ geringer zu werten als die Schalen, was auch den Produzenten bewusst gewesen sein muss, da bislang kein Band-Skyphoi mit einer Signatur gefunden wurde. Es gibt ein paar ähnliche Formen. So die Hermogenischen Skyphoi, die in der Fertigung denen der Komasten-Gruppe entsprechen und besonders feine Wandungen und leicht ausschwingende Lippen aufweisen. Der Amasis-Maler zeigt zusätzlich zur normalen Dekoration sowohl außen wie auch innen im Skyphos einen zusätzlichen roten Streifen. Außerdem zeigt es ein Innenbild von Kritomenes.